# Mezona compta
Mezona compta är en tvåvingeart som först beskrevs av Günther Enderlein 1912.  Mezona compta ingår i släktet Mezona och familjen bredmunsflugor.
Artens utbredningsområde är Tanzania. Inga underarter finns listade i Catalogue of Life.